# SM-omkopplare
SM-omkopplare, sändnings-/mottagningsomkopplare, är en funktion på handmikrotelefoner där man genom att trycka in eller släppa en knapp kan växla mellan att sända eller ta emot signaler. 
Denna funktion finns bland annat på alla handmikrotelefoner inom den svenska Försvarsmakten.